# ネモノキサシン
ネモノキサシン(Nemonoxacin)は、非フッ化キノロン系抗生物質であり、臨床試験が行われている。フルオロキノロンと同じ作用機序であり、DNAジャイレースの作用を阻害してDNA合成、遺伝子複製、細胞分裂が起こらないようにする。2016年末、台湾、ロシア、独立国家共同体、トルコ、中華人民共和国本土、ラテンアメリカにおいて、太捷信（Taigexyn）の商標名で市場に流通している。アメリカ合衆国では、第2相臨床試験を終了して第3相臨床試験に移行している。アメリカ食品医薬品局では、認定感染症医薬品、また市中肺炎及び皮膚・皮膚組織感染症のファストトラックとして指定している。
ネモノキサシンは、グラム陽性菌、グラム陰性菌からメチシリン耐性黄色ブドウ球菌(MIC90は1 g/ml)、バンコマイシン耐性病原菌等の非定型病原菌まで、幅広いスペクトルの効果を持つ。しかし、大腸菌やProteus mirabilis、緑膿菌等のグラム陰性菌では活性は弱く、MIC90の値は、各々32、16、32 g/mlである。
他のキノロン類に耐性を持つクロストリディオイデス・ディフィシル分離株にも有効で、レボフロキサシンやモキシフロキサシンよりも効果が強い。